# Pałac Maryjski
Pałac Maryjski (ukr. Маріїнський палац, Marijinśkyj pałac) – barokowa rezydencja położona w Kijowie na prawym brzegu Dniepru, w pobliżu siedziby Rady Najwyższej, należąca do Kancelarii Prezydenta.

## Historia
Pałac został zbudowany w latach 1744–1752 na zlecenie carycy Elżbiety, według projektu włoskiego architekta Rastrellego przy współudziale jego uczniów pod kierownictwem Iwana Miczurina.

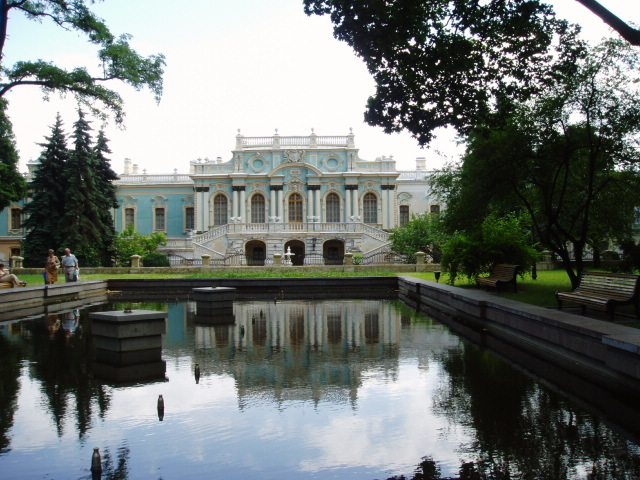
Północna elewacja – widok od strony parku

Pierwszą koronowaną głową, której noga stanęła w pałacu, była jednak dopiero Katarzyna II w 1787 roku. Od końca XVIII wieku pałac był wykorzystywany jako siedziba generał-gubernatora kijowskiego.
W XIX wieku założenie pałacowe podupadło na skutek licznych pożarów, dopiero w 1870 roku zostało zrekonstruowane na zlecenie cara Aleksandra II przez architekta Konstantego Majewskiego. Nazwa pałacu wywodzi się od małżonki ówczesnego cara Marii Aleksandrowny, na której życzenie pałac uświetniono od strony północnej parkiem. Do 1917 roku kompleks służył jako rezydencja dla zagranicznych gości cesarstwa.
W latach 1917–1920 pałac wykorzystywano jako główną kwaterę wojskową. Po przejęciu władzy przez bolszewików w budynku umiejscowiono Wyższą Szkołę Rolniczą, później gmach służył jako muzeum.